# Halophryne hutchinsi
Halophryne hutchinsi är en fiskart som beskrevs av Greenfield, 1998. Halophryne hutchinsi ingår i släktet Halophryne och familjen paddfiskar. Inga underarter finns listade i Catalogue of Life.